# Хронологія рекордів Європи з годинного бігу серед жінок
Рекорди Європи з годинного бігу визнаються Європейською легкоатлетичною асоціацією з-поміж результатів, показаних європейськими легкоатлетками на відповідній дистанції на біговій доріжці стадіону, за умови дотримання встановлених вимог.

## Хронологія рекордів
| Результат                             | Атлетка                 | Місто змагань | Дата змагань | Примітки    | Відео |
| ------------------------------------- | ----------------------- | ------------- | ------------ | ----------- | ----- |
| 18 084 м                              | Сільвана Кручата Італія | Рим           | 02.05.1981   |             |       |
| 18 930 м                              | Сіфан Гассан Нідерланди | Брюссель      | 04.09.2020   | [ 1 ] [ 2 ] |       |
| 4 роки, 202 дні від дати встановлення |                         |               |              |             |       |